# 中西茂幸
中西 茂幸（なかにし しげゆき）は、日本の教育者、版画家。関西大学卒業。

## 来歴
1952年、大阪府高槻市に生まれる。
高槻市立高槻幼稚園、同高槻小学校、同高槻第一中学校、関西大学第一高等学校、関西大学法学部卒業、佛教大学通信教育修了（小学校教員免許取得）。
5歳の頃より中村美育研究所（通称中村アトリエ）に通い始める。ここで後の師匠、洋画家・中村孫四郎に出会う。
中学校の時、近所に住んでいた竹本信弘（ペンネーム：滝田修）に、勉強を教わる。
関西大学法学部卒業後、こどもに関われる仕事に就きたいと考えていたため、ならば幼児教育者か、大学での研究者と言われ、いずれもイメージできないことから、小学校教員を目指して、通信により免許を取得する。

## 職歴
- 高槻市立小学校教員（上牧・津の江・奥坂）
- 大阪信愛女学院短期大学教員
- 大阪女子短期大学教員
- 聖和大学教員
- 東大阪大学教員
- 池坊短期大学教員

## 作家歴
当初は地元高槻市美術展に油絵を出品することから始める。高槻市展から関西国展に出品し始める。ここでも初めは、作品は油画であったが、途中より木版画に転向する。
版画については、全く知らない世界であることから、道具すら持っておらず、ただ師匠からは、私には油画より、木版画の方が良いと勧められ、必死で学びながら制作するスタイルになった。
主な発表の場は、関西国展から、国展での出品に移つり、今日に至る。

## 受賞歴
- 高槻市美術展洋画市長賞2度、美術家協会賞、市議会議長賞
- 関西国展新人賞
- 関西国画賞
- 国画賞
- 前田賞

## 出品歴
- 高槻市美術展覧会
- 関西国展
- 国展
- 文化庁現代美術選抜展
- 現代版画コンクール
- 日本版画協会展
- 山本鼎版画大賞展
- KYOTO版画展

## 所属団体
- 国画会版画部会員
- 日本美術家連盟会員

## 著書
- 表現遊びと造形と子どもの世界（清原知二、中川香子共著）（株みらい）（2004年）
- 幼児の造形ワークショップ（東山明監修、竹井史編）明治図書出版（2004年）

## 作品制作発表（審査員）

### 国画会国画会版画部門出品
- 2012年第86回国展木版画「無辺際ー那ー」
- 2013年第87回国展木版画「無辺際ー如ー」
- 2014年第88回国展木版画「回帰」
- 2015年第89回国展木版画「再会I」
- 2016年第90回国展木版画「再会II」
- 2017年第91回国展木版画「再会III」

## 社会活動等
- 扇町同胞幼稚園園内研修 実技指導（2012年2月）
- 高槻市立西冠小学校校内研修　実技指導（2012年2月）
- 宝塚市立安倉幼稚園園内研修実技指導（2012年7月）
- 2012年度教員免許更新研修東大阪大学（2012年8月）
- 大阪事業所内、企業内保育所研修会 講義、実技（2012年9月）
- 近畿幼児造形教育研究会（六甲研修会） 助言者（2012年8月）
- 宝塚市立良元幼稚園 講師（2013年7月）
- 近畿幼児造形教育研究会（六甲研修会） 助言者（2013年8月）
- 2013年度教員免許更新研修 東大阪大学（2013年8月）
- 宝塚市立良元幼稚園 講師（2013年11月）
- 近畿幼児造形教育研究会（六甲研修会）（2014年8月）
- 2014年度教員免許更新研修 東大阪大学（2014年8月）
- 猪名川しろがね幼稚園園内研修 講師（2014年9月）
- 石橋保育所研修（2015年5月・6月・7月・9月・10月・12月 ※6回連続研修）
- 近畿幼児造形教育研究会（六甲研修会） 助言者（2015年8月）
- 南平台保育園研修 講師（2015年11月）
- 近畿幼児造形教育研究会（六甲研修会） 助言者（2016年8月）
- 南平台保育園研修 講師（2017年3月）